# Giải Franz Kafka

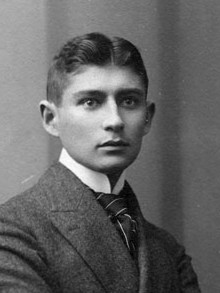
Franz Kafka

Giải Franz Kafka là giải thưởng văn học quốc tế nhằm vinh danh Franz Kafka, một nhà văn viết bằng tiếng Đức.
Giải được trao lần đầu vào năm 2001, do Hội Franz Kafka và thành phố Praha của Cộng hòa Séc đồng bảo trợ. Giải thưởng gồm một tượng nhỏ Franz Kafka bằng đồng, một bằng chứng nhận và một khoản tiền là 10.000 dollar Mỹ. Lễ trao giải được tổ chức vào cuối tháng 10 hàng năm tại "Tòa thị chính thành cổ Praha".
Các tiêu chuẩn để đoạt giải bao gồm "Tính nhân văn của tác phẩm nghệ thuật cùng việc đóng góp vào sự khoan dung văn hóa, dân tộc, ngôn ngữ và tôn giáo; tính chất tồn tại vô tận, hiệu lực nhân văn nói chung và khả năng của nó để chuyển giao bằng chứng về thời đại của chúng ta".

## Người đoạt giải
| Năm  | Người đoạt giải  | Quốc tịch`     |
| ---- | ---------------- | -------------- |
| 2014 | Yan Lianke       | Trung Quốc     |
| 2013 | Amos Oz          | Israel         |
| 2012 | Daniela Hodrová  | Cộng hòa Séc   |
| 2011 | John Banville    | Ireland        |
| 2010 | Václav Havel     | Cộng hòa Séc   |
| 2009 | Peter Handke     | Áo             |
| 2008 | Arnošt Lustig    | Cộng hòa Séc   |
| 2007 | Yves Bonnefoy    | Pháp           |
| 2006 | Haruki Murakami  | Nhật Bản       |
| 2005 | Harold Pinter    | Vương quốc Anh |
| 2004 | Elfriede Jelinek | Áo             |
| 2003 | Péter Nádas      | Hungary        |
| 2002 | Ivan Klíma       | Cộng hòa Séc   |
| 2001 | Philip Roth      | Hoa Kỳ         |